# Festival di San Sebastián 1959

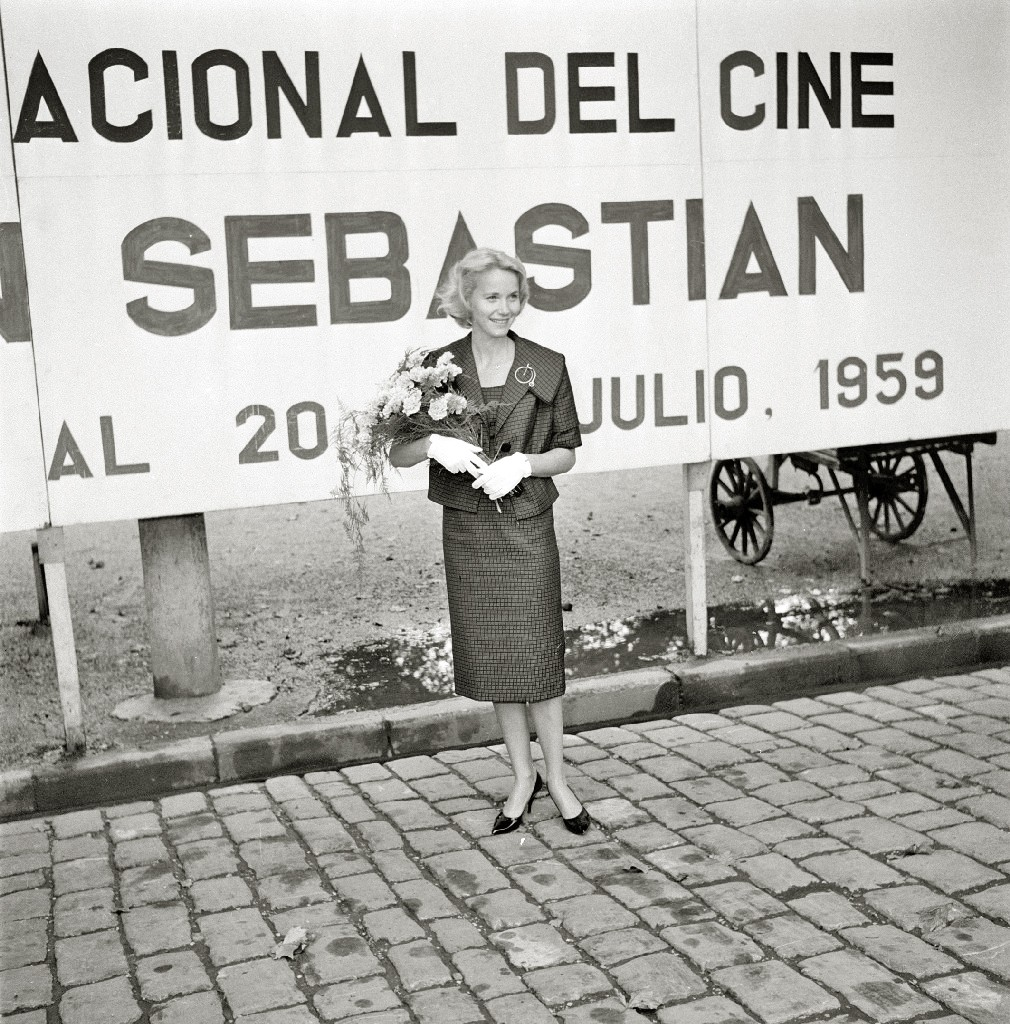
Eva Marie Saint, interprete di Intrigo internazionale, presente al Festival di San Sebastián 1959

La 7ª edizione del Festival internazionale del cinema di San Sebastián si è svolta a San Sebastián dall'11 al 20 luglio 1959.

## Selezione ufficiale

### Concorso
- 800 leguas por el Amazonas, regia di Emilio Gómez Muriel
- A Luz Vem do Alto, regia di Henrique Campos
- Akiket a pacsirta elkísér, regia di László Ranódy
- Maria del villaggio delle formiche (Ari no machi no Maria), regia di Heinosuke Gosho
- Bein el atlal, regia di Ezz El Dine Zulficar
- Caín adolescente, regia di Román Chalbaud
- Dagli Appennini alle Ande, regia di Folco Quilici
- Insaan Jaag Utha, regia di Shakti Samanta
- Maigret e il caso Saint-Fiacre (Maigret et l'affaire Saint-Fiacre), regia di Jean Delannoy
- Malkata, regia di Nikola Korabov
- Intrigo internazionale (North by Northwest), regia di Alfred Hitchcock
- Procesado 1040, regia di Rubén W. Cavallotti
- Salto a la gloria, regia di León Klimovsky
- Sam, regia di Vladimir Pogačić
- Zaffiro nero (Sapphire), regia di Basil Dearden
- Il fronte della violenza (Shake Hands with the Devil), regia di Michael Anderson
- Smrt v sedle, regia di Jindrich Polák
- La storia di una monaca (The Nun's Story), regia di Fred Zinnemann
- Tutti innamorati, regia di Giuseppe Orlandini
- Sulla via del delitto (Verbrechen nach Schulschluss), regia di Alfred Vohrer
- Zamach, regia di Jerzy Passendorfer

### Fuori concorso
- Il resto è silenzio (Der Rest ist Schweigen), regia di Helmut Käutner
- La baronessa di fuoco (Die feuerrote Baronesse), regia di Rudolf Jugert

## Premi
- Concha de Oro: La storia di una monaca (The Nun's Story), regia di Fred Zinnemann
- Concha de Plata al miglior regista:
  - Folco Quilici, per Dagli Appennini alle Ande
  - Alfred Hitchcock, per Intrigo internazionale (North by Northwest)
- Concha de Plata alla migliore attrice: Audrey Hepburn, per La storia di una monaca (The Nun's Story)
- Concha de Plata al miglior attore: Adolfo Marsillach, per Salto a la gloria